# Platymantis naomii
Platymantis naomii är en groddjursart som beskrevs av Alcala, Brown och Arvin Diesmos 1998. Platymantis naomii ingår i släktet Platymantis och familjen Ceratobatrachidae. IUCN kategoriserar arten globalt som sårbar. Inga underarter finns listade i Catalogue of Life.